# Свистящая квакша
Свистящая квакша (лат. Pseudacris crucifer) — вид бесхвостых земноводных из семейства квакш.
Общая длина достигает 1,9—3,7 см. Наблюдается половой диморфизм — самки крупнее самцов. Голова среднего размера, морда тупая. Глаза большие с округлым зрачком. Туловище стройное. Спина окрашена в светло-коричневый цвет, брюхо — от оливкового до зеленовато-серого цвета, лапы тёмно-полосатые. Между глазами и носом тёмные полосы образуют треугольник. На спине пятно образует почти Х-образный крест. Радужина золотисто-коричневая.
Любит болотные угодья. Ведёт преимущественно скрытый образ жизни. Активна днём. Может лазать по деревьям и прыгать на высоту, более чем в 17 раз превышающую длину ее собственного тела. Питается различными беспозвоночными, в том числе летающими, которых ловит подпрыгивая в воздух.
Голос высокий, напоминает свист. Отсюда происходит название этой квакши. Самка откладывает яйца в воду, прикрепляя их к водным растениям, головастики развиваются в водоёмах.
Вид распространён от Гудзонова залива до Манитобы и Новой Шотландии в Канаде и от Миннесоты до Техаса в США.